# Kamikamagari-jima
Kamikamagari-jima (japanisch 上蒲刈島) ist eine Insel in der japanischen Seto-Inlandsee. Sie liegt innerhalb des Verwaltungsgebiets der Stadt Kure in der Präfektur Hiroshima.

## Geographie
Kamikamagari-jima ist Teil der Geiyo-Inseln. Die Insel hat eine Fläche von 18,81 km² bei einem Umfang von 27,9 km. Die höchste Erhebung der Insel bildet der Nanakunimi-yama (七国見山) mit einer Höhe von 456,7 m. Bewohnte Nachbarinseln sind im Osten Toyoshima und im Westen Shimokamagari-jima. Der Ort Kamagari-chō (蒲刈町) wurde 2005 an die Stadt Kure angeschlossen.
Im Jahr 2020 zählte die Bevölkerung 1423 Einwohner, was einer Bevölkerungsdichte von 76 Einw./km² entspricht. Die demographische Entwicklung war rückläufig gegenüber einer Einwohnerzahl von 3032 im Jahr 1995.
| Jahr          | 1995 | 2000 | 2010 | 2015 | 2020 |
| ------------- | ---- | ---- | ---- | ---- | ---- |
| Einwohnerzahl | 3032 | 2741 | 2060 | 1662 | 1423 |

## Kultur und Sehenswürdigkeiten
Die Insel liegt innerhalb der Grenzen des Setonaikai-Nationalparks. Dieser wurde 1934 als einer der ersten Nationalparks Japans gegründet. Der Kushiyama-Park (串山公園) bietet einen Ausblick auf die Akinada-Brücke und die Seto-Inlandsee. Eine berühmte Quelle auf der Insel ist der Katsura-no-Taki (桂の滝). Ein buddhistischer Tempel ist der Shōgon-ji (荘厳寺), der in der Bunmei-Ära (1469–1487) der Muromachi-Zeit erbaut worden sein soll. Ein Shintō-Schrein ist der 1620 erbaute Hidakashō-Hachimangū (日高庄八幡宮). Im Süden der Insel befindet sich der Koiga-Strand (恋ヶ浜). Im Süden der Insel gibt es zudem eine Ausstellungshalle, die Überreste der früheren Salzherstellung zeigt. Es wurden auch Salzgefäße aus dem 5. Jahrhundert ausgegraben.

## Verkehr

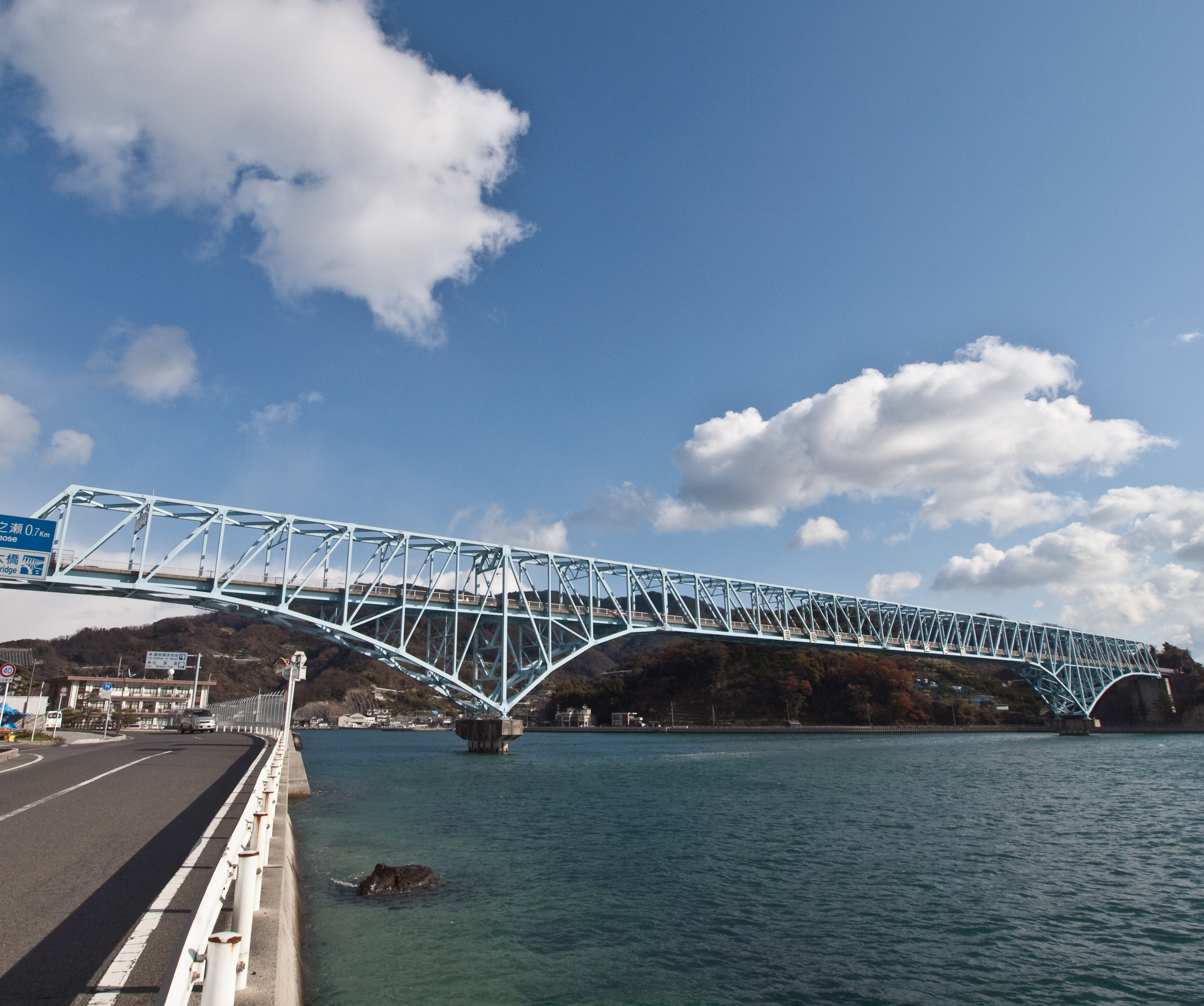
Kamagari-Brücke

Rund um die Insel verläuft die Präfekturstraße 287.
Kamikamagari-jima ist über Brücken mit ihren Nachbarinseln im Osten und Westen verbunden. Die Kamagari-Brücke (蒲刈大橋) führt nach Westen und die Toyoshima-Brücke (豊島大橋) nach Osten. Die 480 m lange Kamagari-Brücke ist eine Fachwerkbrücke und wurde 1979 fertiggestellt, während es sich bei der 2008 vollendeten Toyoshima-Brücke um eine Hängebrücke handelt.  Weitere Brücken der Akinada-Tobishima-Straße führen im Osten von Toyoshima aus weiter über die Inseln Ōsakishimo-jima, Heira-jima und Nakanoshima nach Okamura-jima. Im Westen führt von der Nachbarinsel Shimokamagari-jima die Akinada-Brücke (安芸灘大橋) nach Kure und der Hauptinsel Honshū.

## Wirtschaft
Auf Kamikamagari-jima werden Zitrusfrüchte angepflanzt. Die Insel ist zudem einer der führenden Pflaumenproduzenten der Präfektur.